# Stała Golomba-Dickmana
Stała Golomba-Dickmana – stała matematyczna występująca w teorii liczb oraz teorii permutacji losowych. Jej wartość wynosi około:
{\displaystyle \lambda =0{,}62432998854355087099293638310083724\dots }
W teorii liczb jest zdefiniowana jako asymptotyczna wartość średnia liczby cyfr największego dzielnika pierwszego liczby {\displaystyle n}-cyfrowej podzielonej przez {\displaystyle n.} Pojawia się w pracy Karla Dickmana On the frequency of numbers containing prime factors of a certain relative magnitude (1930). Jest ona również graniczną wartością prawdopodobieństwa, że drugi co do wielkości dzielnik pierwszy jest większy od pierwiastka z największego.
W teorii permutacji losowych jest zdefiniowana jako asymptotyczna wartość średnia długości najdłuższego cyklu w permutacji zbioru {\displaystyle n}-elementowego podzielonej przez {\displaystyle n.} Pojawia się w książce Shift Register Sequences Solomona Golomba i współautorów (wydanej w 1959).
W pracy Donalda Knutha i Luisa Trabb Pardo Analysis of a simple factoring algorithm znajduje się dowód równoważności obu definicji. Taki sam związek zachodzi pomiędzy {\displaystyle k}-tym największym dzielnikiem i {\displaystyle k}-tym najdłuższym cyklem.
Ponadto {\displaystyle \lambda } jest zadana wzorem
{\displaystyle \lambda =\int _{0}^{\infty }e^{-t-E_{1}(t)}dt,}
gdzie {\displaystyle E_{1}(t)} jest funkcją całkowo-wykładniczą.